# Associazione Sportiva Bisceglie 1997-1998
Questa voce raccoglie le informazioni riguardanti l'Associazione Sportiva Bisceglie nelle competizioni ufficiali della stagione 1997-1998.

## Rosa
| N. |                   | Ruolo | Calciatore             |
| -- | ----------------- | ----- | ---------------------- |
|    | Italia (bandiera) | D     | Michele Baldini        |
|    | Italia (bandiera) | D     | Fabrizio Battaglia     |
|    | Italia (bandiera) | P     | Claudio Bigica         |
|    | Italia (bandiera) | C     | Luigi Caggianelli      |
|    | Italia (bandiera) | C     | Maurizio Carlucci      |
|    | Italia (bandiera) | C     | Francesco Cavaliere    |
|    | Italia (bandiera) | D     | Paolo Celentano        |
|    | Italia (bandiera) | P     | Domenico Corcione      |
|    | Italia (bandiera) | C     | Luigi D'Apice          |
|    | Italia (bandiera) | C     | Savino Daleno          |
|    | Italia (bandiera) | D     | Christian De Leonardis |
|    | Italia (bandiera) | A     | Umberto Del Core       |
|    | Italia (bandiera) | D     | Giorgio Di Bari        |
|    | Italia (bandiera) | D     | Riccardo Di Bari       |
|    | Italia (bandiera) | A     | Fabio Frazzica         |
|    | Italia (bandiera) | C     | Massimo Gerundini      |

| N. |                   | Ruolo | Calciatore                 |
| -- | ----------------- | ----- | -------------------------- |
|    | Italia (bandiera) | A     | Massimiliano La Verdera    |
|    | Italia (bandiera) | C     | Antonio Matarangolo        |
|    | Italia (bandiera) | D     | Angelo Monopoli            |
|    | Italia (bandiera) | A     | Rocco Napoli               |
|    | Italia (bandiera) | D     | Antonio Orefice            |
|    | Italia (bandiera) | A     | Fabio Pica                 |
|    | Italia (bandiera) | A     | Massimo Francesco Pizzulli |
|    | Italia (bandiera) | P     | Pantaleo Roca              |
|    | Italia (bandiera) | D     | Santo Salvo                |
|    | Italia (bandiera) | C     | Sirio Silvestri            |
|    | Italia (bandiera) | C     | Raffaele Alessandro Simone |
|    | Italia (bandiera) | C     | Paolo Sopranzetti          |
|    | Italia (bandiera) | D     | Josè Sparti                |
|    | Italia (bandiera) | D     | Pasquale Todisco           |
|    | Italia (bandiera) | C     | Michele Tursi              |